# Thomas Sauerborn

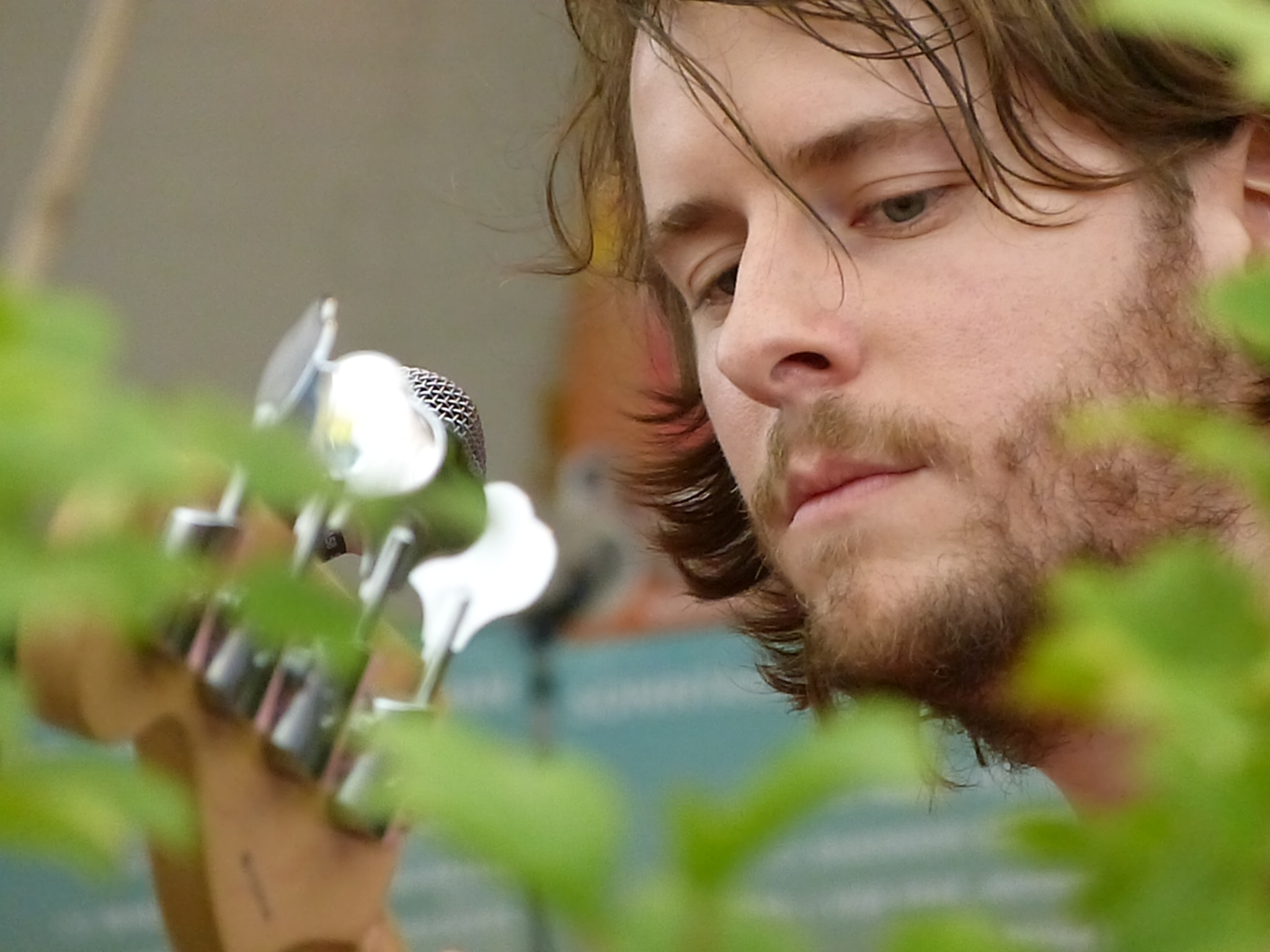
Thomas Sauerborn (Juli 2017 in der Gruppe Marek Johnson mit Dominik Mahnig und David Helm) beim KLAENG Festival im Odonien, Köln

Thomas Sauerborn (* 28. August 1987 in Nürtingen) ist ein deutscher Jazzmusiker (Schlagzeug).

## Leben und Wirken
Sauerborn erhielt ab dem sechsten Lebensjahr Klavierunterricht. Weitläufig verwandt ist er mit dem Saxophonisten Heinz-Dieter Sauerborn. Mit neun Jahren wechselte er zum Schlagzeug. Seit dem 13. Lebensjahr sammelte er Erfahrungen in lokalen Pop/Rock-, Folk- und Jazzbands. Von 2008 bis 2010 studierte er am Conservatorium van Amsterdam bei Marcel Serierse und Martijn Vink, um dann ein Bachelorstudium an der Musikhochschule Köln bei Michael Küttner, Jonas Burgwinkel und Henning Berg bis 2013 anzuschließen. Zwischen 2007 und 2010 war er Schlagzeuger im von Wolfgang Diefenbach geleiteten LandesJugendJazzOrchester Hessen, mit dem er die Alben Corazon Latino Especial und Tribute to Kenny Napper einspielte. Von 2010 bis 2011 gehörte er zum Bundesjazzorchester. 2014 bis 2016 absolvierte er als Stipendiat des Deutschen Akademischen Austauschdienstes sein Master-Studium am Rytmisk Musikkonservatorium in Kopenhagen bei Jakob Høyer, Kresten Osgood, Peter Bruun und Torben Snekkestad.
Sauerborns kompositorische Arbeit konzentrierte sich zunächst auf das kollaborative Trio pollon und das Doppeltrio Makkro. Er ist außerdem Bandleader des deutsch/dänischen Improvisationskollektivs Mount Meander. Auch trat er mit Musikern wie Claudio Roditi, Joe Gallardo, Jiggs Whigham, Herb Geller, Josee Koning, Jeff Cascaro, Jan Wessels, Steffen Schorn, Madeline Bell, den New York Voices, Gwilym Simcock, Matthias Schriefl, Joris Roelofs, Paul Heller, Lucas Leidinger, Felix Roßkopf und Bastian Stein auf. Zudem ist er auf mehreren Alben mit dem Quartett Besaxung und der Elektro-Hardcore Band Monophonist zu hören. Weiterhin ist er Mitglied des Mengamo Trio und von Willit Blend (The Rainbow’s End), der Bands von Stephanie Neigel und Christine Corvisier und des Subway Jazz Orchestra.
Konzertreisen führten ihn nach Südostasien, dem Nahen Osten, Benin, Dänemark, Griechenland, Litauen, Frankreich, Schweiz, Luxemburg, Niederlande und die USA. Er gastierte bei internationalen Festivals wie dem Moers Festival, dem Acht Brücken Festival, Jazz Baltica oder dem Copenhagen Jazz Festival.
Sauerborn lebt in Köln.

## Preise und Auszeichnungen

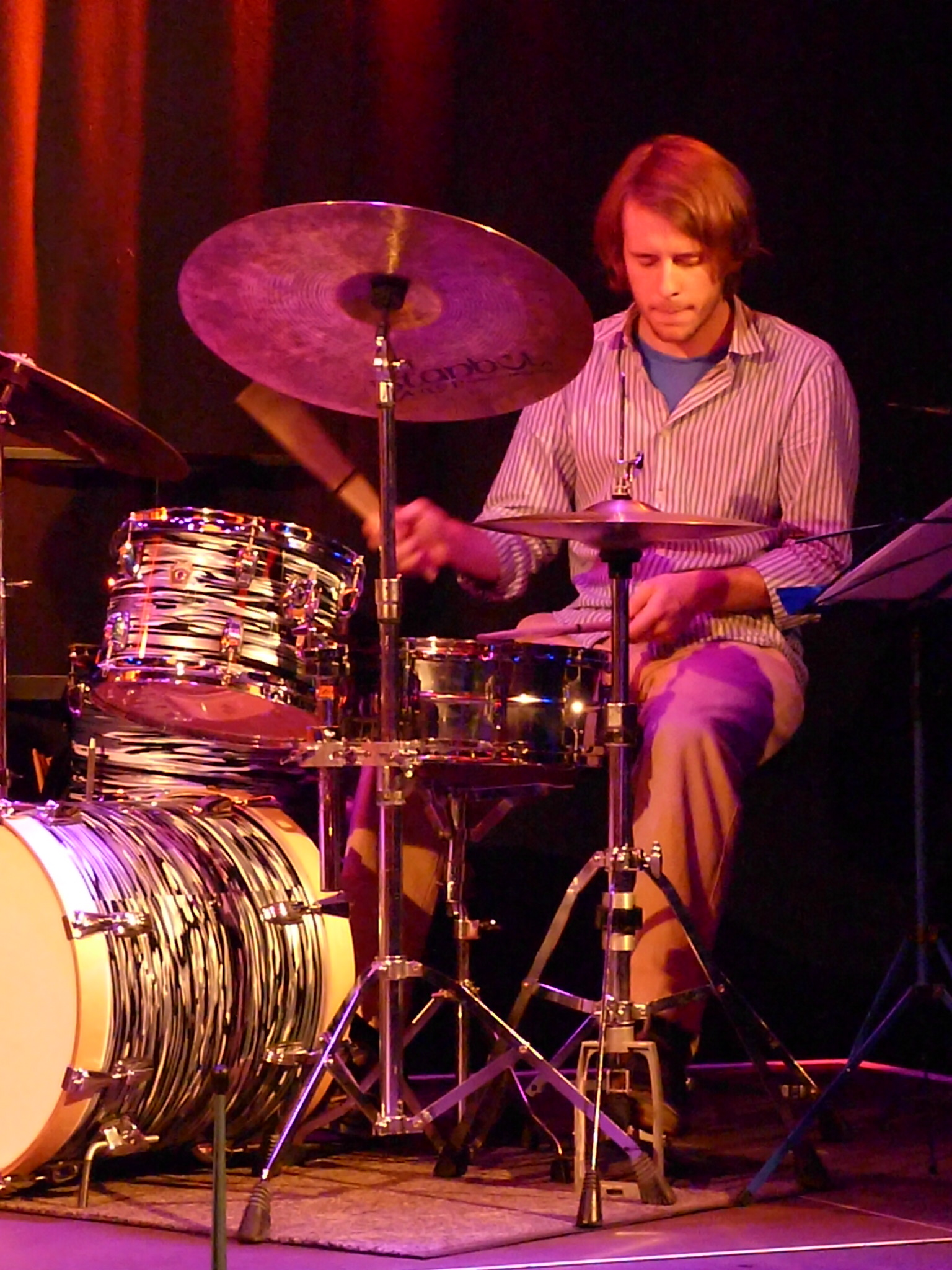
Thomas Sauerborn (im Konzert mit Matthias Schriefl und Joris Roelofs im ARTheater, Köln, am 31. Juli 2012)

2006 erhielt Sauerborn den ersten Preis bei der Solowertung von Jugend jazzt in Hessen. In den folgenden Jahren erhielt er mit Philipp Gerschlauers Besaxung beim gleichen Wettbewerb und beim Bundeswettbewerb „Jugend jazzt“ den ersten Preis.

## Diskographische Hinweise
- Makkro räume (Fuhrwerk 2013, mit Janning Trumann, Fabian Arends, David Helm, Oliver Lutz, Christian Lorenzen)
- Makkro .why (Klaeng 2016, mit Janning Trumann, Fabian Arends, David Helm, Oliver Lutz, Christian Lorenzen)
- Pollon herb (Klaeng 2016, mit Theresia Philipp und David Helm)
- Mount Meander (Clean Feed 2016 mit Lucas Leidinger, Kārlis Auziņš, Tomo Jacobson)
- Thomas Sauerborn, Theresia Philipp, Jozef Dumoulin: Losing Color (Klaeng 2021)
- Kyiwi (Klaeng 2022, mit Bastian Stein, Sebastian Gille, Lucas Leidinger, David Helm)[2]